# Luật Đặc xá 2007
Luật Đặc xá là một đạo luật được Quốc hội nước Cộng hoà Xã hội Chủ nghĩa Việt Nam khoá XII thông qua tại kỳ họp thứ 2 diễn ra vào ngày 21 tháng 11 năm 2007, Luật có hiệu lực thi hành từ ngày 01 tháng 03 năm 2008. Sau khi Quốc hội thông qua, Chủ tịch nước Việt Nam đã Công bố Lệnh thông qua Luật này, Luật đặc xá bao gồm 6 chương, 36 điều quy định về thời điểm, trình tự, thủ tục, thẩm quyền, trách nhiệm thực hiện đặc xá; điều kiện, quyền và nghĩa vụ của người được đề nghị đặc xá, người được đặc xá. Theo đó đã nêu rõ đặc xá là sự khoan hồng đặc biệt của Nhà nước do Chủ tịch nước quyết định tha tù trước thời hạn cho người bị kết án phạt tù có thời hạn, tù chung thân nhân sự kiện trọng đại, ngày lễ lớn của đất nước Việt Nam hoặc trong trường hợp đặc biệt.

## Quá trình xây dựng
Việc xây dựng và ban hành Luật Đặc xá được khởi đầu từ việc thực hiện Nghị quyết số 12/2002/QH11 ngày 16 tháng 12 năm 2002 của Quốc hội khoá XI về Chương trình xây dựng luật, pháp lệnh của Quốc hội và Nghị quyết số 222/2003/NQ-UBTVQH11 ngày 10 tháng 02 năm 2003 của Ủy ban Thường vụ Quốc hội và Nghị quyết số 72/2006/QH11 ngày 29 tháng 11 năm 2006 về Chương trình xây dựng luật, pháp lệnh năm 2007. Chính phủ  Việt Nam đã giao Bộ Công an chủ trì, phối hợp với các cơ quan, tổ chức có liên quan nghiên cứu, xây dựng dự án Luật đặc xá để trình Quốc hội xem xét, ban hành.
Ngày 21 tháng 11 năm 2007, tại kỳ họp thứ 2 Quốc hội khoá XII với 88,64% số phiếu tán thành, Quốc hội Việt Nam đã biểu quyết thông qua dự án luật Đặc xá và luật này có hiệu lực thi hành từ ngày 01 tháng 03 năm 2008.

## Bố cục
Luật đặc xá bao gồm 6 chương, 36 điều được bố cục như sau:
- Chương I. Những quy định chung. Có 7 điều (từ Điều 1 đến Điều 7), quy định về phạm vi điều chỉnh, đối tượng áp dụng; giải thích từ ngữ, nguyên tắc thực hiện đặc xá, thời điểm đặc xá, chính sách của Nhà nước trong đặc xá, các hành vi bị nghiêm cấm trong thực hiện đặc xá.
- Chương II. Đặc xá nhân sự kiện trọng đại hoặc ngày lễ lớn của đất nước. Chương này gồm 3 mục, 13 điều (từ Điều 8 đến Điều 20), quy định thủ tục trình Chủ tịch nước ban hành, công bố Quyết định về đặc xá, điều kiện, quyền và nghĩa vụ của người được đề nghị đặc xá, trình tự, thủ tục đề nghị đặc xá, thực hiện Quyết định đặc xá của Chủ tịch nước.
- Chương III. Đặc xá trong trường hợp đặc biệt. Chương này có 3 điều (từ Điều 21 đến Điều 23) quy định về đặc xá trong trường hợp đặc biệt.
- Chương IV. Trách nhiệm của cơ quan, tổ chức trong việc thực hiện đặc xá. Chương này gồm có 8 điều (từ Điều 24 đến Điều 31) quy định cụ thể trách nhiệm của các cơ quan, tổ chức trong việc thực hiện đặc xá.
- Chương V. Khiếu nại, tố cáo. Có 3 điều (từ Điều 32 đến Điều 34) quy định quyền khiếu nại, tố cáo,  thẩm quyền và thời hạn giải quyết khiếu nại.
- Chương VI. Hiệu lực thi hành. Gồm 2 Điều (Điều 35 và 36) quy định về hiệu lực thi hành.

## Một số nội dung cơ bản
Những quy định chung tại Chương I này có 7 điều (từ Điều 1 đến Điều 7 của Luật), quy định về phạm vi điều chỉnh, đối tượng áp dụng, giải thích các từ ngữ khó hiểu trong luật, quy đinh nguyên tắc thực hiện đặc xá, thời điểm đặc xá, chính sách của Nhà nước cộng sản Việt Nam trong đặc xá và quy định các hành vi bị nghiêm cấm trong thực hiện đặc xá.
Đặc xá được hiểu là "sự khoan hồng đặc biệt của Nhà nước do Chủ tịch nước quyết định tha tù trước thời hạn cho người bị kết án phạt tù có thời hạn, tù chung thân nhân sự kiện trọng đại, ngày lễ lớn của Việt Nam hoặc trong trường hợp đặc biệt". Quy định trong Luật đã phân biệt đặc xá với giảm hình phạt và miễn chấp hành hình phạt tù. đặc xá theo quy định của Hiến pháp là chỉ Chủ tịch nước mới có quyền quyết định. Còn giảm hình phạt và miễn chấp hành hình phạt tù là hoạt động thường xuyên của Toà án được thực hiện theo quy định của Bộ luật hình sự năm 1999, Bộ luật tố tụng hình sự năm 2003.

### Đối tượng đặc xá
Riêng về đối tượng áp dụng, Điều 2 quy định rất rõ ràng những người hợp sau sẽ áp dụng luật Đặc xá:
1. Người bị kết án phạt tù có thời hạn, tù chung thân;
2. Cơ quan, tổ chức, công dân nước Cộng hoà xã hội chủ nghĩa Việt Nam; tổ chức, cá nhân nước ngoài, tổ chức quốc tế cư trú, hoạt động trên lãnh thổ nước Cộng hoà xã hội chủ nghĩa Việt Nam có liên quan đến hoạt động đặc xá".''
Theo quy định trên, Luật đặc xá được áp dụng trước hết với đối tượng được hưởng đặc xá là người bị kết án phạt tù có thời hạn, tù chung thân. Luật không quy định áp dụng đặc xá đối với những người đang chấp hành một số hình phạt khác như cải tạo không giam giữ, phạt tiền với tư cách là hình phạt chính... Đối với các trường hợp này sẽ áp dụng các quy định của Bộ luật hình sự năm 1999, để xem xét việc miễn, giảm hình phạt.
Luật cũng không quy định việc xét ân giảm án tử hình là đặc xá. Vì đặc xá và ân giảm án tử hình đều thuộc thẩm quyền của Chủ tịch nước quyết định nhưng khác nhau cơ bản về đối tượng, hình thức, trình tự, thủ tục áp dụng và hệ quả pháp lý. Theo đó, nếu người bị kết án phạt tù được Chủ tịch nước đặc xá thì họ được tha tù trước thời hạn. Trong khi đó nếu người bị kết án tử hình được Chủ tịch nước ân giảm tử hình thì họ chỉ được chuyển thành tù chung thân. Thẩm quyền, trình tự, thủ tục ân giảm án tử hình đã được quy định tại Điều 258 Bộ luật tố tụng hình sự năm 2003.
Cụ thể là sau khi bản án tử hình có hiệu lực pháp luật, trong thời hạn 7 ngày, người bị kết án được gửi đơn xin ân giảm lên Chủ tịch nước. Trong thời hạn hai tháng, Chánh án Toà án nhân dân tối cao, Viện trưởng Viện kiểm sát nhân dân tối cao phải quyết định kháng nghị hay không kháng nghị giám đốc thẩm hoặc tái thẩm bản án đó.
Trường hợp Chủ tịch nước bác đơn xin ân giảm án tử hình thì bản án tử hình được thi hành, trường hợp được ân giảm thì hình phạt tử hình được chuyển thành hình phạt tù chung thân. Thực tiễn đặc xá của Nhà nước ta từ trước đến nay cũng chưa bao giờ áp dụng đối với người bị Toà án kết án tử hình.
Đặc xá là quyền của Chủ tịch nước, việc thực hiện quyền đó diễn ra trong một khoảng thời gian nhất định với sự tham gia giúp việc của nhiều cơ quan, tổ chức, cá nhân có liên quan. Do vậy, bên cạnh quy định đối tượng áp dụng là những người bị kết án phạt tù có thời hạn, tù chung thân được hưởng đặc xá, Luật đặc xá còn quy định đối tượng áp dụng là: "Cơ quan, tổ chức, công dân nước Cộng hoà xã hội chủ nghĩa Việt Nam; tổ chức, cá nhân nước ngoài, tổ chức quốc tế cư trú, hoạt động trên lãnh thổ nước Cộng hoà xã hội chủ nghĩa Việt Nam có liên quan đến hoạt động đặc xá" để xác định một vấn đề là việc chấp hành và tuân thủ nghiêm túc, triệt để Luật đặc xá là trách nhiệm của các cơ quan, tổ chức có liên quan đến hoạt động đặc xá.

### Thời điểm đặc xá
Điều 5 Luật đặc xá quy định về thời hạn đặc xá là:
1. Chủ tịch nước xem xét, quyết định về đặc xá đối với người bị kết án phạt tù có thời hạn, tù chung thân đã được giảm xuống tù có thời hạn đang chấp hành hình phạt tù nhân sự kiện trọng đại hoặc ngày lễ lớn của đất nước.
2. Trong trường hợp đặc biệt, Chủ tịch nước quyết định đặc xá đối với người bị kết án phạt tù có thời hạn, tù chung thân đang chấp hành hình phạt tù, được hoãn, tạm đình chỉ chấp hành hình phạt tù không phụ thuộc vào thời điểm theo quy định tại khoản 1 Điều này (tức là Điều 5)".
Theo quy định nêu trên, có hai thời điểm đặc xá:
- Thời điểm đặc xá nhân sự kiện trọng đại hoặc ngày lễ lớn của đất nước Việt Nam. Trường hợp này được áp dụng đối với người bị kết án phạt tù có thời hạn, tù chung thân đã được giảm xuống tù có thời hạn đang chấp hành hình phạt tù tại trại giam, trại tạm giam.
- Ngoài thời điểm nêu trên, Chủ tịch nước có thể quyết định đặc xá vì lý do về đối nội, đối ngoại. Trường hợp này được áp dụng đối với người bị kết án phạt tù, tù chung thân đang chấp hành hình phạt tại trại giam, trại tạm giam hoặc đang được hoãn, tạm đình chỉ chấp hành hình phạt tù.

### Người được xét đặc xá
Từ Điều 10 đến Điều 13 của Luật Đặc xá quy định về đối tượng được xét đặc xá là người đang chấp hành hình phạt tù trong trại giam, trại tạm giam là người đó đã phải chấp hành được một phần ba thời gian đối với hình phạt tù có thời hạn, mười bốn năm đối với hình phạt tù chung thân.
Tuỳ vào tình hình chính trị, kinh tế, xã hội và yêu cầu đối nội, đối ngoại của đất nước Việt Nam trong từng thời điểm mà Chủ tịch nước quyết định cụ thể trong Quyết định về đặc xá điều kiện và thời gian chấp hành hình phạt tù. Tuy nhiên, ngoài trường hợp đặc biệt, thời gian chấp hành hình phạt tù phải có mức từ tối thiểu như đã quy định trở lên. Người đang chấp hành hình phạt tù là người bị kết án phạt tù theo bản án, quyết định của Toà án đã có hiệu lực pháp luật, đã có quyết định thi hành án của Toà án và đang chấp hành hình phạt tù tại trại giam, khám, nhà giam, trại tạm giam.
Còn điều kiện "đã chấp hành hình phạt tù được một thời gian" được hiểu là thời gian thực sự chấp hành hình phạt tù. Đó là thời gian người đang chấp hành hình phạt tù bị bắt bớ, bị giam cầm trước đó (nếu có) và chấp hành hình phạt tù trong khám, trại tạm giam không kể thời gian được tại ngoại, được hoãn, tạm đình chỉ và thời gian được giảm thời hạn chấp hành hình phạt tù (thời gian được giảm thời hạn chấp hành hình phạt tù, nếu có được tính để trừ vào phần thời hạn hình phạt tù còn lại.
Tuy vậy để động viên, khuyến khích người đang chấp hành hình phạt tù khi họ lập thành tích xuất sắc trong quá trình chấp hành hình phạt tù hoặc để thực hiện chính sách được cho là nhân đạo của Nhà nước cộng sản Việt Nam đối với những đối tượng được hưởng ưu đãi theo quy định của pháp luật hay yêu cầu khác có liên quan đến nhiệm vụ đối nội, đối ngoại của Chủ tịch nước, Luật cũng quy định các trường hợp được Chủ tịch nước quyết định thời gian đã chấp hành hình phạt tù ngắn hơn thời hạn đã chấp hành hình phạt tù của người đang chấp hành hình phạt tù
Hồ sơ và trình tự đề nghị xét đặc xá được quy định khá kỹ từ Điều 14 đến Điều 20, cụ thể là quy định về trình tự, thủ tục đề nghị đặc xá, thực hiện Quyết định đặc xá như hồ sơ đề nghị đặc xá, trình tự, thủ tục lập hồ sơ, trình danh sách người được đề nghị đặc xá và thực hiện Quyết định đặc xá của Chủ tịch nước; quyền và nghĩa vụ của người được đặc xá. Hồ sơ đề nghị đặc xá bao gồm:
- Đơn xin đặc xá.
- Tài liệu chứng minh về cá nhân, hoàn cảnh gia đình của người xin đặc xá.
- Tài liệu chứng minh đã chấp hành xong hình phạt bổ sung, bồi thường thiệt hại, án phí hoặc nghĩa vụ dân sự khác (nếu có).
- Cam kết không vi phạm pháp luật, tiếp tục chấp hành đầy đủ hình phạt bổ sung, bồi thường thiệt hại, án phí hoặc nghĩa vụ dân sự khác sau khi được đặc xá (nếu có).
- Văn bản đề nghị đặc xá của Giám thị trại giam, Giám thị trại tạm giam".

### Người bị bỏ xét
Về các trường hợp không đề nghị đặc xá, Điều 11 quy định, người có đủ điều kiện quy định không được đề nghị đặc xá trong các trường hợp
"1. Bản án hoặc quyết định của Tòa án đối với người đó đang có kháng nghị theo thủ tục giám đốc thẩm, tái thẩm;
2. Đang bị truy cứu trách nhiệm hình sự về hành vi phạm tội khác;
3.  Trước đó đã được đặc xá;
4. Có từ hai tiền án trở lên;
5. Trường hợp khác do Chủ tịch nước quyết định"
Ngoài các trường hợp quy định trên thì tuỳ theo tình hình kinh tế, chính trị, xã hội và tình hình tội phạm mà Chủ tịch nước sẽ quyết định cụ thể những trường hợp khác không được đề nghị đặc xá như phạm tội có tổ chức, băng, ổ nhóm hoạt động phức tạp; cầm đầu các vụ án mà dư luận xã hội quan tâm; phạm các tội về ma tuý và phạm các tội khác có tiền sử nghiện các chất ma tuý; phạm tội mua bán phụ nữ, trẻ em; đồng thời phạm hai tội giết người và cướp; giết người và hiếp dâm; cướp và hiếp dâm... do vậy, việc quy định "Trường hợp khác do Chủ tịch nước quyết định" tại khoản 5 Điều này là cần thiết và phù hợp với hoạt động đặc xá.

### Những ngoại lệ
Quy định tại Chương III và có 3 điều (từ Điều 21 đến Điều 23) quy định về đặc xá trong trường hợp đặc biệt. Theo đó, Chủ tịch nước có thể Quyết định đặc xá đối với người bị kết án phạt tù có thời hạn, tù chung thân đang chấp hành hình phạt tù, người được hoãn, tạm đình chỉ chấp hành hình phạt tù vào bất kỳ thời điểm nào xuất phát từ yêu cầu đối nội, đối ngoại của Nhà nước do Chủ tịch nước thực hiện với tư cách nguyên thủ quốc gia.
Việc đặc xá trong trường hợp đặc biệt không cần phải tuân theo những điều kiện rắc rối, phức tạp, lòng vòng qua nhiều cửa, nhiều hồ sơ, chứng từ được quy định tại Điều 10 và Điều 11 của Luật Đặc xá. Theo đó, Điều 21 quy định: "Trong trường hợp đặc biệt, để đáp ứng yêu cầu về đối nội, đối ngoại của Nhà nước, Chủ tịch nước quyết định đặc xá cho người bị kết án phạt tù có thời hạn, tù chung thân đang chấp hành hình phạt tù, người được hoãn, tạm đình chỉ chấp hành hình phạt tù mà không phụ thuộc vào các điều kiện quy định tại Điều 10 và Điều 11 của Luật này".

## Phân biệt các trường hợp
Từ quy định tại Chương II. Đặc xá nhân sự kiện trọng đại hoặc ngày lễ lớn của đất nước và Chương III. Đặc xá trong trường hợp đặc biệt có thể nhận thấy sự khác biệt giữa hai trường hợp đặc xá như sau:
1. Về đối tượng áp dụng: 
- Đặc xá nhân sự kiện trọng đại hoặc ngày lễ lớn của đất nước chỉ áp dụng đối với người bị kết án phạt tù có thời hạn, tù chung thân đã được giảm xuống tù có thời hạn đang chấp hành hình phạt tù tại trại giam, trại tạm giam thuộc Bộ Công an, Bộ Quốc phòng quản lý.
- Đặc xá trong trường hợp đặc biệt, ngoài những đối tượng như đặc xá nhân sự kiện trọng đại hoặc ngày lễ lớn của đất nước nêu trên, còn bao gồm cả đối tượng bị kết án tù chung thân chưa được giảm xuống tù có thời hạn và đối tượng đang được hoãn, tạm đình chỉ chấp hành hình phạt tù.

2. Về thời điểm đặc xá: 
- Đặc xá đối với người bị kết án phạt tù có thời hạn, tù chung thân đã được giảm xuống tù có thời hạn đang chấp hành hình phạt tù tại trại giam, trại tạm giam thuộc Bộ Công an, Bộ Quốc phòng quản lý chỉ diễn ra nhân sự kiện trọng đại hoặc ngày lễ lớn của đất nước.
- Đặc xá trong trường hợp đặc biệt không phụ thuộc vào thời điểm nêu trên.

3. Về điều kiện: 
- Đối tượng được đặc xá nhân sự kiện trọng đại hoặc ngày lễ lớn của đất nước phải đáp ứng được các điều kiện quy định tại Điều 10 và Điều 11 của Luật này và các điều kiện được hướng dẫn cụ thể trong Quyết định về đặc xá của Chủ tịch nước.
- Đối tượng được đặc xá trong trường hợp đặc biệt không cần có đầy đủ các điều kiện như quy định tại Điều 10 và Điều 11 của Luật.

4. Về trình tự, thủ tục: 
- Đặc xá đối với người bị kết án phạt tù có thời hạn, tù chung thân đã được giảm xuống tù có thời hạn đang chấp hành hình phạt tù tại trại giam, trại tạm giam phải tuân theo trình tự, thủ tục từ giám thị đến công an cấp tỉnh đến Bộ Quốc phòng, Bộ Công an, qua tay Hội đồng tư vấn đặc xá tổ chức thẩm định hồ sơ, danh sách và cuối cùng là Chủ tịch nước xem xét, ra hoặc không ra Quyết định đặc xá.
- Đặc xá trong trường hợp đặc biệt thì nhẹ nhàng hơn là chỉ có Quyết định đặc xá của Chủ tịch nước và áp dụng đối với một cá nhân cụ thể sau khi Chủ tịch nước xem xét hồ sơ đề nghị đặc xá do Chính phủ phối hợp với Toà án nhân dân tối cao, Viện kiểm sát nhân dân tối cao và các cơ quan, tổ chức có liên quan trình.